# Eleições estaduais de Berlim em 1990
As eleições estaduais de Berlim em 1990 foram realizadas a 2 de Dezembro e, serviram para eleger os 241 deputados para o parlamento estadual. Estas foram as primeiras eleições após a queda do Muro de Berlim e da reunificação da Alemanha, meses antes.
O grande vencedor destas eleições foi a União Democrata-Cristã, que obteve 40,4% dos votos e 101 deputados, beneficiando, em grande parte, pela euforia em torno da reunificação.
O Partido Social-Democrata da Alemanha obteve um resultado abaixo do esperado, ficando-se pelos 30,4% dos votos.
O Partido do Socialismo Democrático foi o terceiro partido mais votado, obtendo 9,2% dos votos, sendo, em grande parte, favorecido pelos 23,6% dos votos obtidos na antiga parte de Berlim Leste.
Por fim, destacar os bons resultados do Partido Democrático Liberal, da Lista Alternativa e da Aliança 90/Os Verdes.
Após as eleições, CDU e SPD formaram um governo de grande coligação, sendo este o primeiro governo após a reunificação.

## Resultados Oficiais
| Partido                 | Partido                           | Votos     | %     | Deputados |
| ----------------------- | --------------------------------- | --------- | ----- | --------- |
|                         | União Democrata-Cristã            | 815 382   | 40,38 | 101 / 241 |
|                         | Partido Social-Democrata          | 614 075   | 30,41 | 76 / 241  |
|                         | Partido do Socialismo Democrático | 184 820   | 9,15  | 23 / 241  |
|                         | Partido Democrático Liberal       | 143 080   | 7,09  | 18 / 241  |
|                         | Lista Alternativa                 | 100 839   | 4,99  | 12 / 241  |
|                         | Aliança 90/Os Verdes              | 87 891    | 4,35  | 11 / 241  |
|                         | Os Republicanos                   | 62 041    | 3,07  | 0 / 241   |
|                         | Outros                            | 11 070    | 0,56  | 0 / 241   |
| Votos Inválidos         | Votos Inválidos                   | 21 511    | 1,05  |           |
| Total                   | Total                             | 2 040 709 | 100   | 241 / 241 |
| Eleitorado/Participação | Eleitorado/Participação           | 2 524 553 | 80,83 |           |
| Fonte                   | Fonte                             | [ 1 ]     | [ 1 ] | [ 1 ]     |